# Plicatula spondylopsis
Plicatula spondylopsis is een tweekleppigensoort uit de familie van de Plicatulidae. De wetenschappelijke naam van de soort is voor het eerst geldig gepubliceerd in 1895 door Rochebrune.